# Il padre di famiglia (Goldoni)
Il padre di famiglia è un'opera teatrale in tre atti di Carlo Goldoni scritta nel 1750 e rappresentata per la prima volta a Venezia per il Carnevale dello stesso anno. Nel passaggio dalle scene alla stampa, il testo fu sottoposto a molte modifiche, a partire dai personaggi che nella prima rappresentazione erano le maschere tradizionali di Balanzone, Arlecchino, Brighella e soprattutto Pantalone, a cui Goldoni, con l'eccezione de La bancarotta o sia Il mercante fallito, affida sempre un compito moralizzatore. Nella redazione definitiva Pantalone fu sostituito da Pancrazio e le maschere da altri personaggi.
La trama fu ripresa da Diderot per la sua omonima commedia.

## Trama
Pancrazio, affrontando i normali problemi della vita domestica (l'educazione dei figli, le intemperanze della seconda moglie, l'inaffidabilità dei servitori, le mille incombenze del governo familiare) si ritrova a fronteggiare disordini imprevisti. Finirà per punire il figlio Florindo con quattro anni da mozzo sulle navi e la seconda moglie, Beatrice, con la separazione, rispedendola ai parenti. L’inevitabile lieto fine lascia la sensazione che ciò che è accaduto non sia stato un passaggio nella vita familiare, ma un’inevitabile rottura.

## Poetica
Pancrazio (un Pantalone morigerato e austero) è chiamato in scena a dimostrare come deve un prudente padre reggersi in quelle cose che nel governo di una famiglia sono di maggiore sostanza. Scrive l'autore nell'introduzione per l'edizione a stampa: Questa Commedia, più morale assai che ridicola, ha avuto più partigiani ch'io non credeva. Prova evidente del cangiamento notabile del Teatro Italiano, in cui cominciava a prevalere il buon costume alla scorrezione ordinaria. L'azione principale si rapporta a Pancrazio: egli lo merita per la sua condotta, per la sua giustizia e per la sua prudenza; e può servire d'esempio nelle circostanze più difficili delle famiglie.
Ad ogni modo, come ha scritto Anna Scannapieco, un happy end di cartapesta non varrà a restituire legittimità e fondamento alla prudenza del protagonista e alle sue «massime giudiziose e gravi».